# En rêvant à partir de peintures énigmatiques
En rêvant à partir de peintures énigmatiques est un recueil de textes d'Henri Michaux, publié en 1972 aux éditions Fata Morgana.
Ces textes s'inspirent des tableaux de René Magritte.